# Списак универзитета у Израелу
Списак универзитета у Израелу.

## Универзитети
| Назив                                       | Основан | Тип      | Место     | Студенти      | (, )                      |
| ------------------------------------------- | ------- | -------- | --------- | ------------- | ------------------------- |
| Технион — Израелски институт за технологију | 1912.   | државни  | Хаифа     | 13.000 (2005) | 101—150, 102—150, 301—350 |
| Хебрејски универзитет у Јерусалиму          | 1918.   | државни  | Јерусалим | 22.600 (2003) | 131, 59, 178              |
| Научни институт Вајцман                     | 1934.   | државни  | Реховот   | 2.500 (2012)  | 346, 102—150, Н/Д         |
| Универзитет Бар Илан                        | 1952.   | државни  | Рамат Ган | 26.800 (2008) | 570, 305—401, Н/Д         |
| Универзитет у Тел Авиву                     | 1958.   | државни  | Тел Авив  | 29.000 (2005) | 266, 102—150, 201—250     |
| Универзитет у Хаифи                         | 1989.   | државни  | Хаифа     | 18.000 (2009) | 510, 401—500, Н/Д         |
| Универзитет Бен Гурион                      | 1969.   | државни  | Бершева   | 19.000 (2010) | 448, 203—304, Н/Д         |
| Отворени универзитет Израела                | 1974.   | државни  | Ранана    | 48.000 (2014) | 1893, Н/Д, Н/Д            |
| Универзитет у Аријелу                       | 1982.   | државни  | Аријел    | 14.000 (2012) | Н/Д, Н/Д, Н/Д             |
| Универзитет Рајхман                         | 2021.   | приватни | Херцлија  | 8.000 (2021)  | Н/Д, Н/Д, Н/Д             |